# المنذر (الضليعة)
'

تعديل مصدري - تعديل

المنذر هي إحدى قرى عزلة الضليعة بمديرية الضليعة التابعة لمحافظة حضرموت، بلغ تعداد سكانها 123 نسمة حسب تعداد اليمن لعام 2004.